# Cryptolabis cortesi
Cryptolabis cortesi är en tvåvingeart som beskrevs av Alexander 1952. Cryptolabis cortesi ingår i släktet Cryptolabis och familjen småharkrankar. Inga underarter finns listade i Catalogue of Life.